# Ploegschaarbeen
Het ploegschaarbeen of de vomer is een van de ongepaarde botten van de schedel. Het bevindt zich in het mediane vlak en is verbonden met het wiggenbeen, het zeefbeen, het verhemeltebeen en de linker en rechter bovenkaakbeenderen.

## Anatomische details
Het ploegschaarbeen zit mediaan, maar de voorzijde is vaak enigszins naar opzij gebogen.
Het is ongeveer vierhoekig van vorm en vormt het achter-onderste gedeelte van het neustussenschot. Het heeft twee oppervlakken en vier grensvlakken.
De oppervlakken vertonen duidelijke groeven voor bloedvaten en aan beide zijden zit de sulcus nasopalatinus waardoor de zenuwen en bloedvaten van neus en gehemelte lopen.

## Begrenzingen
De bovengrens, de dikste rand heeft een diepe groeve in het midden met aan beide zijden twee horizontale vleugels (alae) van bot; op deze groeve rust de voorzijde (rostrum) van het wiggenbeen; de randen van deze vleugel grenzen aan de processus vaginalis van vleugelvormige platen van het wiggenbeen aan de achterzijde en de processus sphenoidalis van het gehemeltebeen.
De ondergrens rust op de kam gevormd door het bovenkaakbeen en de gehemeltebeenderen.
De voorste grens is de langste: deze loopt naar voren en naar beneden; De bovenste helft is verbonden met de loodrechte plaat van het zeefbeen; de onderste helft heeft een groef voor de onderste rand van het kraakbenige neustussenschot.
De achterste grens is vrij, hol en scheidt de beide achterste neusopeningen. Hij is van boven dik en gespleten, van onderen dun.

## Verbindingen
Het ploegschaarbeen is verbonden met zes andere botten:
- twee van de hersenschedel: het wiggenbeen en het zeefbeen
- vier van het aangezicht: de twee bovenkaakbeenderen (worden soms als een gezien) en de twee gehemeltebeenderen.

Het ploegschaarbeen grenst ook aan het septumkraakbeen.

## Orgaan van Jacobson
Het orgaan van Jacobson of organon vomeronasale is een chemoreceptor bij het ploegschaarbeen en de neusbeenderen. Het is vooral ontwikkeld bij katten die het gebruiken bij het flehmen. Men vermoedt dat het te maken heeft met het ontdekken van bepaalde feromonen.

## Andere afbeeldingen

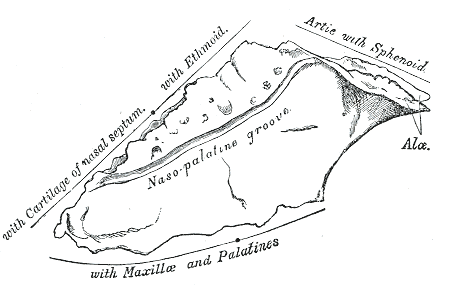
Het ploegschaarbeen.
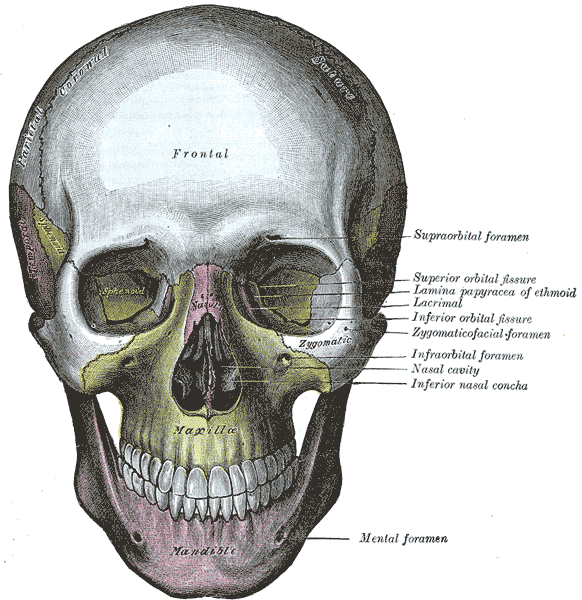
De schedel van de voorzijde.
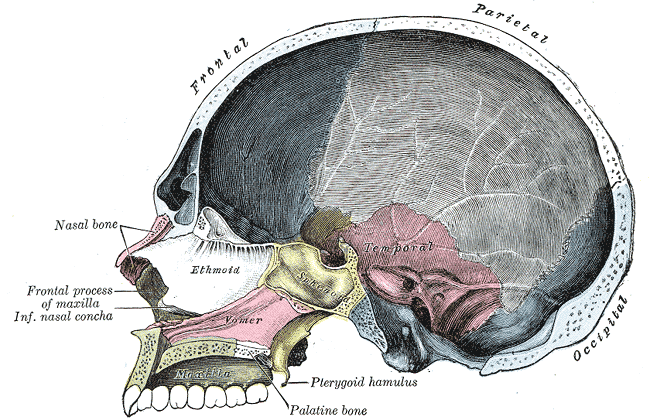
Sagittale doorsnede van de schedel.

voorhoofdsbeen · wandbeen · slaapbeen · achterhoofdsbeen · wiggenbeen · zeefbeen

jukbeen · bovenkaakbeen · neusbeen · onderkaak · verhemeltebeen · traanbeen · ploegschaarbeen · onderste neusschelp

hamer · aambeeld · stijgbeugel